# Liste des cours d'eau du Puy-de-Dôme

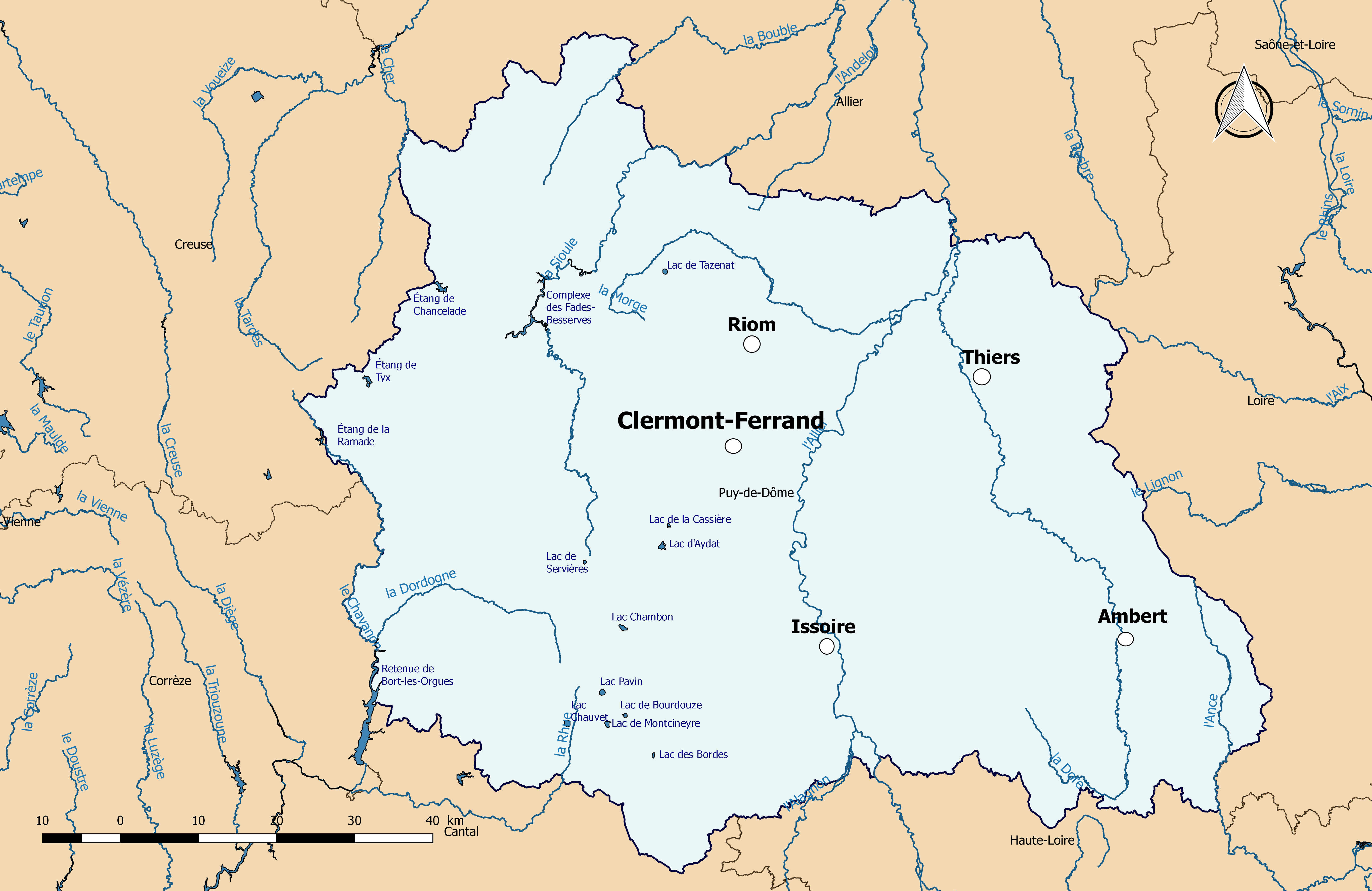
Carte des cours d'eau de longueur supérieure à 50 km et des principaux plans d'eau dans le département du Puy-de-Dôme.

La liste des cours d'eau du Puy-de-Dôme présente les principaux cours d'eau traversant pour tout ou partie le territoire du département français du Puy-de-Dôme dans la région Auvergne-Rhône-Alpes.
Le réseau hydrographique est long d'environ 8 000 km et comprend 132 cours d'eau de longueur supérieure à 10 km, dont 11 mesurent plus de 50 km.
Les cours d'eau sont ordonnés selon leur origine naturelle (fleuve, rivières ou ruisseaux) ou artificielle (canaux). Pour chacun d'entre eux sont précisés : sa classe, sa longueur totale, le cours d'eau dans lequel il se jette (confluence), le bassin collecteur auquel il appartient, le nombre de départements et de communes traversés et le nom des communes qu'il irrigue dans le département du Puy-de-Dôme.

## Réseau hydrographique du Puy-de-Dôme

### Longueur totale
La base de données Carthage est le référentiel du réseau hydrographique français. Cette base est réalisée à partir de la couche hydrographie de la base de données Carto enrichie par le ministère chargé de l'environnement et les agences de l'eau avec le découpage du territoire en zones hydrographiques d'une part et la codification de ces zones et du réseau hydrographique d'autre part. De cette base, il ressort que le réseau hydrographique du Puy-de-Dôme comprend environ 8 000 kilomètres de cours d’eau.

### Bassins

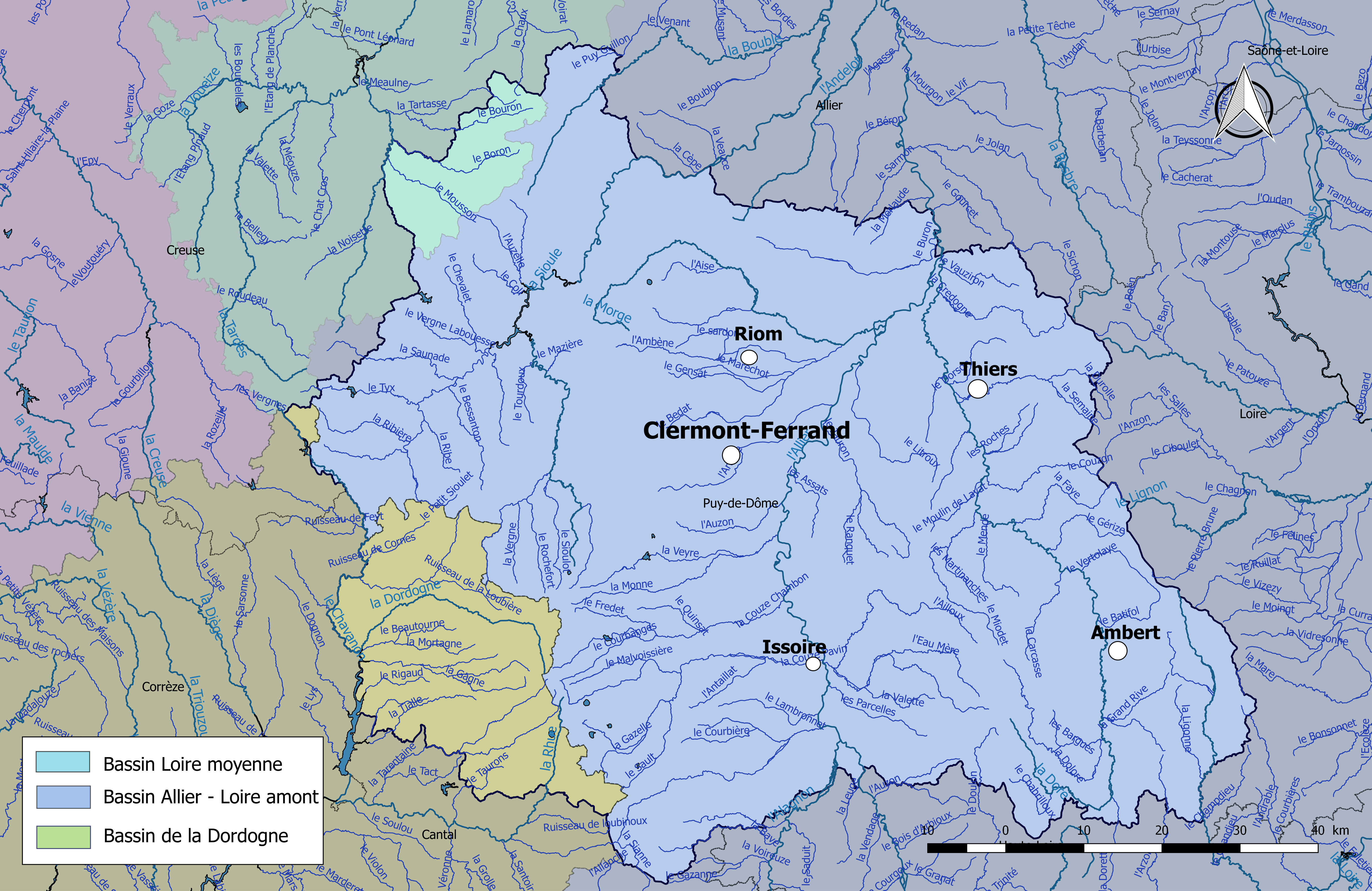
Découpage du département du Puy-de-Dôme en bassins hydrographiques et représentation des cours d'eau de longueur supérieure à 10 km.

Le département du Puy-de-Dôme se scinde en trois bassins versants : 
- les bassins Allier-Loire amont et Loire moyenne, constituant des sous-bassins donc du bassin Loire-Bretagne ;
- le bassin de la Dordogne, constituant un sous-bassin du bassin Adour-Garonne.

#### Bassin Allier-Loire amont
Le Bassin Allier-Loire amont, d'une superficie totale de 36 000 km2, s'étend sur douze départements dépendant de trois régions. Il est drainé par les parties amont du bassin de la Loire, recevant elle-même son affluent l'Arconce, et du bassin de l'Allier, recevant la Dore et la Sioule. 
Il couvre la majeure partie du territoire départemental et les principaux cours d'eau de ce bassin à l'intérieur du Puy-de-Dôme sont l'Ance, affluent direct de la Loire, ainsi que l'Allier et ses deux affluents précités, la Dore et la Sioule.

#### Bassin de la Loire moyenne
Le bassin Loire moyenne s'étend sur 27 350 km2 et dix départements répartis sur trois régions. Il se termine au droit de la confluence avec la Vienne.
Dans le Puy-de-Dôme, il couvre une petite partie du nord-ouest du territoire départemental. Le Boron, le Bouron et le Mousson, affluents ou sous-affluents de rive droite du Cher — limitrophe du Puy-de-Dôme au nord-ouest — appartiennent à ce bassin.

#### Bassin de la Dordogne
La Dordogne prend naissance sur les flancs du puy de Sancy (1 885 m), point culminant du Massif central, dans la chaîne des monts Dore sur la commune de Mont-Dore. Elle se forme, par la réunion de deux torrents : la Dore et la Dogne. La Dore prend sa source à 1 694 mètres et reçoit à 1 366 mètres d'altitude la Dogne, au pied du puy de Sancy. Le territoire du bassin de la Dordogne situé dans le département du Puy-de-Dôme, d'une superficie de 826,46 km2 appartient au sous-bassin de la Haute-Dordogne, lui-même d'une superficie de 6 179,01 km2 et couvrant cinq départements (le Puy-de-Dôme, le Cantal, la Creuse, la Corrèze et le Lot). Les cours d’eau principaux en sont la Dordogne, le Chavanon, la Diège, la Luzège, le Doustre, la Rhue, la Sumène, l’Auze, la Maronne et la Cère. Le bassin de la Dordogne appartient lui-même au bassin Adour-Garonne. Dans le Puy-de-Dôme, les trois cours d'eau principaux qui font partie de ce bassin sont la Dordogne, le Chavanon et la Rhue.

## Cours d'eau naturels

### Définition
Jusqu'en 2016, aucun texte législatif ne définissait la notion de cours d’eau. Ce n'est qu'avec la loi du 8 août 2016 pour la reconquête de la biodiversité, de la nature et des paysages que cette lacune est comblée. L'article 118 de cette loi insère un nouvel article L. 215-7-1 dans le code de l'environnement précisant que « constitue un cours d'eau un écoulement d'eaux courantes dans un lit naturel à l'origine, alimenté par une source et présentant un débit suffisant la majeure partie de l'année. L'écoulement peut ne pas être permanent compte tenu des conditions hydrologiques et géologiques locales. ». Ainsi les deux principaux critères retenus sont :
- la présence et la permanence d’un lit naturel à l’origine, ce qui distingue les cours d’eau (artificialisés ou non) des fossés et canaux creusés par la main de l’homme ;
- la permanence d’un débit suffisant une majeure partie de l’année, critère qui doit être évalué en fonction des conditions climatiques et hydrologiques locales.

### Cours d'eau permanents de longueur supérieure ou égale à 10 km
Le réseau hydrographique du Puy-de-Dôme comprend 132 cours d'eau permanents de longueur supérieure à 10 km et dont le cours est en partie ou en totalité dans le département du Puy-de-Dôme.
Le référentiel national hiérarchise le réseau en 7 classes selon l'importance décroissante des cours d'eau. Le tableau ci-après regroupe tous les cours d'eau irriguant pour tout ou partie du département et appartenant à l'une des classes 1 à 4. Pour chacune de ces classes les caractéristiques des cours d'eau sont les suivantes : 
- 1 : longueur supérieure à 100 km ou tout cours d’eau se jetant dans une embouchure logique[Note 1] et d'une longueur supérieure à 25 km ;
- 2 : longueur comprise entre 50 et 100 km ou tout cours d’eau se jetant dans une embouchure logique et d’une longueur supérieure à 10 km ;
- 3 : longueur comprise entre 25 et 50 km ;
- 4 : longueur comprise entre 10 et 25 km.

| Nom du cours d'eau      | Classe | Longueur totale en km | Confluence        | Bassin collecteur | Départements irrigués          | Communes irriguées | Communes irriguées | Communes irriguées |
| Nom du cours d'eau      | Classe | Longueur totale en km | Confluence        | Bassin collecteur | Départements irrigués          | Nb total           | Nb ds le dép.      | Communes du département |
| ----------------------- | ------ | --------------------- | ----------------- | ----------------- | ------------------------------ | ------------------ | ------------------ | --- |
| Ailloux                 | 3      | 37,2                  | l'Eau Mère        | la Loire          | 1 (63)                         | 7                  | 7                  | Aulhat-Flat, Auzelles, Brenat, Brousse, Échandelys, Manglieu, Sugères. |
| Aise                    | 4      | 11,2                  | la Morge          | la Loire          | 1 (63)                         | 3                  | 3                  | Charbonnières-les-Vieilles, Combronde, Saint-Myon. |
| Alagnon                 | 2      | 85,9                  | l'Allier          | la Loire          | 3 (15, 43, 63)                 | 23                 | 4                  | Auzat-la-Combelle, Beaulieu, Charbonnier-les-Mines, Moriat. |
| Allanche                | 3      | 30,5                  | l'Alagnon         | la Loire          | 2 (15, 63)                     | 8                  | 1                  | Anzat-le-Luguet. |
| Allier                  | 1      | 420,6                 | la Loire          | la Loire          | 7 (03, 07, 18, 43, 48, 58, 63) | 140                | 45                 | Authezat, Auzat-la-Combelle, Beaulieu, Beauregard-l'Évêque, Brassac-les-Mines, Le Breuil-sur-Couze, Le Broc, Le Cendre, Charnat, Corent, Coudes, Cournon-d'Auvergne, Crevant-Laveine, Culhat, Dallet, Issoire, Joze, Jumeaux, Limons, Luzillat, Maringues, Les Martres-d'Artière, Les Martres-de-Veyre, Mezel, Mirefleurs, Mons, Montpeyroux, Nonette-Orsonnette, Orbeil, Nonette-Orsonnette, Parent, Parentignat, Pérignat-sur-Allier, Pont-du-Château, Les Pradeaux, Ris, La Roche-Noire, Saint-Maurice, Saint-Priest-Bramefant, Saint-Sylvestre-Pragoulin, Saint-Yvoine, Sauvagnat-Sainte-Marthe, Vic-le-Comte, Vinzelles, Yronde-et-Buron. |
| Ambène                  | 3      | 30,1                  | le Bedat          | la Loire          | 1 (63)                         | 8                  | 8                  | Charbonnières-les-Varennes, Clerlande, Ennezat, Entraigues, Enval, Manzat, Mozac, Riom. |
| Ance                    | 2      | 77,1                  | la Loire          | la Loire          | 3 (42, 43, 63)                 | 20                 | 8                  | Églisolles, Saillant, Saint-Anthème, Saint-Clément-de-Valorgue, Saint-Romain, Sauvessanges, Valcivières, Viverols. |
| Andelot                 | 2      | 49,5                  | l'Allier          | la Loire          | 2 (03, 63)                     | 10                 | 2                  | Saint-Agoulin, Vensat. |
| Andrable                | 3      | 33,5                  | l'Ance            | la Loire          | 3 (42, 43, 63)                 | 12                 | 2                  | La Chaulme, Saint-Clément-de-Valorgue. |
| Angaud                  | 4      | 12,3                  | le Jauron         | la Loire          | 1 (63)                         | 5                  | 5                  | Billom, Espirat, Isserteaux, Montmorin, Saint-Julien-de-Coppel. |
| Antaillat               | 4      | 13,4                  | la Couze Pavin    | la Loire          | 1 (63)                         | 4                  | 4                  | Chassagne, Meilhaud, Perrier, Tourzel-Ronzières. |
| Artière                 | 3      | 30,4                  | l'Allier          | la Loire          | 1 (63)                         | 8                  | 8                  | Aubière, Aulnat, Beaumont, Ceyrat, Clermont-Ferrand, Les Martres-d'Artière, Pont-du-Château, Saint-Genès-Champanelle. |
| Arzon                   | 3      | 43,9                  | la Loire          | la Loire          | 2 (43, 63)                     | 10                 | 2                  | Medeyrolles, Sauvessanges. |
| les Assats              | 4      | 11,4                  | l'Allier          | la Loire          | 1 (63)                         | 6                  | 6                  | Busséol, Chauriat, Dallet, Mezel, Saint-Bonnet-lès-Allier, Saint-Georges-sur-Allier. |
| Auze                    | 4      | 17,5                  | l'Alagnon         | la Loire          | 2 (43, 63)                     | 5                  | 3                  | Anzat-le-Luguet, Apchat, Mazoires. |
| Auzelle                 | 4      | 10,5                  | le Chalamont      | la Loire          | 1 (63)                         | 3                  | 3                  | Espinasse, Saint-Julien-la-Geneste, Saint-Priest-des-Champs. |
| Auzon                   | 4      | 18                    | l'Allier          | la Loire          | 2 (43, 63)                     | 6                  | 2                  | Saint-Jean-Saint-Gervais, Saint-Martin-d'Ollières. |
| Auzon                   | 4      | 18,7                  | l'Allier          | la Loire          | 1 (63)                         | 7                  | 7                  | Le Cendre, Chanonat, Cournon-d'Auvergne, Le Crest, Orcet, La Roche-Blanche, Saint-Genès-Champanelle. |
| Bargues                 | 4      | 12,6                  | la Dolore         | la Loire          | 1 (63)                         | 5                  | 5                  | Arlanc, Chambon-sur-Dolore, Marsac-en-Livradois, Novacelles, Saint-Bonnet-le-Chastel. |
| Batifol                 | 4      | 14,3                  | la Dore           | la Loire          | 1 (63)                         | 4                  | 4                  | Ambert, La Forie, Job, Valcivières. |
| Bave                    | 4      | 22                    | l'Alagnon         | la Loire          | 3 (15, 43, 63)                 | 6                  | 2                  | Anzat-le-Luguet, Apchat. |
| Beautourne              | 4      | 11                    | la Mortagne       | la Dordogne       | 1 (63)                         | 4                  | 4                  | Avèze, Saint-Sauves-d'Auvergne, Singles, Tauves. |
| Bédat                   | 3      | 29,7                  | la Morge          | la Loire          | 1 (63)                         | 12                 | 12                 | Blanzat, Cébazat, Chanat-la-Mouteyre, Chappes, Clermont-Ferrand, Ennezat, Entraigues, Gerzat, Nohanent, Saint-Beauzire, Saint-Laure, Sayat. |
| Bessanton               | 4      | 17,5                  | le Sioulet        | la Loire          | 1 (63)                         | 6                  | 6                  | Cisternes-la-Forêt, Combrailles, Heume-l'Église, Pontaumur, Prondines, Saint-Hilaire-les-Monges. |
| Bonjon                  | 4      | 18,7                  | la Rhue           | la Loire          | 2 (15, 63)                     | 3                  | 1                  | Anzat-le-Luguet. |
| Boron                   | 4      | 21,6                  | le Cher           | la Loire          | 3 (03, 23, 63)                 | 7                  | 4                  | Château-sur-Cher, Pionsat, Le Quartier, Saint-Hilaire. |
| Bouble                  | 2      | 65,5                  | la Sioule         | la Loire          | 2 (03, 63)                     | 20                 | 7                  | Durmignat, Gouttières, Lapeyrouse, Moureuille, Saint-Éloy-les-Mines, Teilhet, Youx. |
| Bouron                  | 4      | 21,4                  | la Tartasse       | la Loire          | 2 (03, 63)                     | 5                  | 3                  | La Crouzille, Montaigut, Virlet. |
| Burande                 | 4      | 26,5                  | la Dordogne       | la Dordogne       | 1 (63)                         | 6                  | 6                  | Bagnols, Chastreix, Larodde, La Tour-d'Auvergne, Singles, Tauves. |
| Burandou                | 4      | 11,3                  | la Burande        | la Loire          | 1 (63)                         | 2                  | 2                  | La Tour-d'Auvergne, Tauves. |
| Buron                   | 3      | 31,4                  | l'Allier          | la Loire          | 2 (03, 63)                     | 11                 | 10                 | Aigueperse, Beaumont-lès-Randan, Bussières-et-Pruns, Chaptuzat, Mons, Randan, Saint-Clément-de-Régnat, Saint-Denis-Combarnazat, Saint-Priest-Bramefant, Villeneuve-les-Cerfs. |
| Carcasse                | 4      | 15,8                  | la Dore           | la Loire          | 1 (63)                         | 5                  | 5                  | Bertignat, La Chapelle-Agnon, Grandval, Marat, Saint-Amant-Roche-Savine. |
| Chabrilloux             | 4      | 11,6                  | la Dore           | la Loire          | 1 (63)                         | 3                  | 3                  | Doranges, Saint-Alyre-d'Arlanc, Saint-Sauveur-la-Sagne. |
| Chalamont               | 4      | 15,7                  | la Sioule         | la Loire          | 1 (63)                         | 4                  | 4                  | Gouttières, Saint-Gervais-d'Auvergne, Saint-Priest-des-Champs, Sauret-Besserve. |
| Chambaron               | 4      | 15,3                  | la Morge          | la Loire          | 1 (63)                         | 6                  | 6                  | Chambaron-sur-Morge, Châtel-Guyon, Davayat, Gimeaux, Loubeyrat, Yssac-la-Tourette. |
| Chaméane                | 4      | 22,2                  | l'Eau Mère        | la Loire          | 1 (63)                         | 8                  | 8                  | Aix-la-Fayette, Chaméane, Saint-Étienne-sur-Usson, Saint-Genès-la-Tourette, Saint-Germain-l'Herm, Saint-Quentin-sur-Sauxillanges, Sauxillanges, Vernet-la-Varenne. |
| Champdieu               | 4      | 15,5                  | l'Ance            | la Loire          | 2 (42, 63)                     | 4                  | 1                  | Sauvessanges. |
| Chaux                   | 4      | 11,3                  | l'Œil             | la Loire          | 2 (03, 63)                     | 3                  | 1                  | Ars-les-Favets. |
| Chavanon                | 2      | 54,2                  | la Dordogne       | la Dordogne       | 3 (19, 23, 63)                 | 18                 | 8                  | Bourg-Lastic, Fernoël, Giat, Messeix, Saint-Germain-près-Herment, Savennes, Singles, Verneugheol. |
| Cher                    | 1      | 365,5                 | la Loire          | la Loire          | 7 (03, 18, 23, 36, 37, 41, 63) | 117                | 1                  | Château-sur-Cher. |
| Chevalet                | 4      | 15,3                  | le Sioulet        | la Loire          | 1 (63)                         | 4                  | 4                  | Biollet, Charensat, Miremont, Villosanges. |
| Clidane                 | 4      | 22,8                  | le Chavanon       | la Dordogne       | 2 (19, 63)                     | 6                  | 5                  | Bourg-Lastic, Briffons, Messeix, Saint-Julien-Puy-Lavèze, Saint-Sulpice. |
| Coli                    | 4      | 12,3                  | la Sioule         | la Loire          | 1 (63)                         | 2                  | 2                  | Biollet, Saint-Priest-des-Champs. |
| Ruisseau de Cornes      | 4      | 11,5                  | le Chavanon       | la Dordogne       | 1 (63)                         | 3                  | 3                  | Bourg-Lastic, Briffons, Lastic. |
| Courbanges              | 4      | 13,1                  | la Couze Chambon  | la Loire          | 1 (63)                         | 5                  | 5                  | Besse-et-Saint-Anastaise, Chambon-sur-Lac, Murol, Saint-Nectaire, Saint-Victor-la-Rivière. |
| Courbière               | 4      | 11,7                  | la Couze d'Ardes  | la Loire          | 1 (63)                         | 3                  | 3                  | La Chapelle-Marcousse, Roche-Charles-la-Mayrand, Saint-Hérent. |
| Couze                   | 4      | 22,3                  | la Couze Pavin    | la Loire          | 1 (63)                         | 5                  | 5                  | Chassagne, Compains, Courgoul, Saurier, Valbeleix. |
| Couze Chambon           | 3      | 39,7                  | l'Allier          | la Loire          | 1 (63)                         | 10                 | 10                 | Chambon-sur-Lac, Champeix, Coudes, Grandeyrolles, Montaigut-le-Blanc, Murol, Neschers, Parent, Saint-Nectaire, Verrières. |
| Couze d'Ardes           | 3      | 39,5                  | l'Allier          | la Loire          | 1 (63)                         | 12                 | 12                 | Anzat-le-Luguet, Ardes, Augnat, Le Breuil-sur-Couze, Chalus, Collanges, Madriat, Mazoires, Nonette-Orsonnette, Rentières, Saint-Alyre-ès-Montagne, Saint-Germain-Lembron. |
| Couze Pavin             | 3      | 46,7                  | l'Allier          | la Loire          | 1 (63)                         | 12                 | 12                 | Besse-et-Saint-Anastaise, Chambon-sur-Lac, Chidrac, Issoire, Meilhaud, Perrier, Saint-Cirgues-sur-Couze, Saint-Diéry, Saint-Floret, Saint-Pierre-Colamine, Saint-Vincent, Saurier. |
| Couzilloux              | 4      | 14                    | la Couze d'Ardes  | la Loire          | 1 (63)                         | 6                  | 6                  | Boudes, Chalus, Dauzat-sur-Vodable, Mareugheol, Saint-Hérent, Ternant-les-Eaux. |
| Couzon                  | 4      | 22,4                  | la Dore           | la Loire          | 2 (42, 63)                     | 7                  | 6                  | Aubusson-d'Auvergne, Augerolles, Courpière, La Renaudie, Vollore-Montagne, Vollore-Ville. |
| Credogne                | 3      | 27,8                  | la Dore           | la Loire          | 1 (63)                         | 5                  | 5                  | Châteldon, Limons, Palladuc, Puy-Guillaume, Saint-Victor-Montvianeix. |
| Cros                    | 4      | 11,9                  | la Dore           | la Loire          | 1 (63)                         | 3                  | 3                  | Courpière, Sainte-Agathe, Vollore-Ville. |
| Dognon,                 | 3      | 26,2                  | la Dordogne       | la Dordogne       | 2 (19, 63)                     | 6                  | 1                  | Labessette. |
| Dolore                  | 3      | 37,1                  | la Dore           | la Loire          | 1 (63)                         | 8                  | 8                  | Arlanc, Chambon-sur-Dolore, Fournols, Marsac-en-Livradois, Mayres, Novacelles, Saint-Bonnet-le-Chastel, Saint-Sauveur-la-Sagne. |
| Dordogne                | 1      | 483,1                 | Golfe de Gascogne | la Dordogne       | 6 (15, 19, 24, 33, 46, 63)     | 173                | 10                 | Avèze, La Bourboule, Labessette, Larodde, Messeix, Mont-Dore, Saint-Sauves-d'Auvergne, Saint-Sulpice, Savennes, Singles. |
| Dore                    | 1      | 140,4                 | l'Allier          | la Loire          | 1 (63)                         | 42                 | 42                 | Ambert, Arlanc, Augerolles, Bertignat, Beurières, Charnat, Chaumont-le-Bourg, Courpière, Crevant-Laveine, Domaize, Doranges, Dorat, Dore-l'Église, Escoutoux, Job, Limons, Marat, Marsac-en-Livradois, Mayres, Mons, Néronde-sur-Dore, Noalhat, Novacelles, Olliergues, Orléat, Paslières, Peschadoires, Puy-Guillaume, Ris, Saint-Alyre-d'Arlanc, Saint-Bonnet-le-Bourg, Saint-Bonnet-le-Chastel, Saint-Ferréol-des-Côtes, Saint-Flour, Saint-Germain-l'Herm, Saint-Gervais-sous-Meymont, Saint-Sauveur-la-Sagne, Sauviat, Thiers, Tours-sur-Meymont, Vertolaye, Vinzelles.                                                                   |
| Dorette                 | 4      | 12,9                  | la Dore           | la Loire          | 2 (43, 63)                     | 6                  | 1                  | Dore-l'Église. |
| Dorson                  | 4      | 13,4                  | l'Allier          | la Loire          | 1 (63)                         | 3                  | 3                  | Paslières, Saint-Rémy-sur-Durolle, Thiers. |
| Doulon                  | 3      | 35,3                  | la Senouire       | la Loire          | 2 (43, 63)                     | 9                  | 2                  | Fayet-Ronaye, Saint-Germain-l'Herm. |
| Durolle                 | 3      | 32,1                  | la Dore           | la Loire          | 2 (42, 63)                     | 8                  | 5                  | Celles-sur-Durolle, Chabreloche, La Monnerie-le-Montel, Peschadoires, Thiers. |
| Eau Mère                | 4      | 36                    | l'Allier          | la Loire          | 1 (63)                         | 14                 | 14                 | Aix-la-Fayette, Brenat, Condat-lès-Montboissier, Échandelys, Égliseneuve-des-Liards, Issoire, Parentignat, Saint-Genès-la-Tourette, Saint-Jean-en-Val, Saint-Quentin-sur-Sauxillanges, Saint-Rémy-de-Chargnat, Sauxillanges, Usson, Varennes-sur-Usson. |
| Ruisseau de l'Eau verte | 4      | 21,2                  | la Tarentaine     | la Dordogne       | 2 (15, 63)                     | 5                  | 4                  | Besse-et-Saint-Anastaise, Picherande, Saint-Donat, Saint-Genès-Champespe. |
| Enfer                   | 4      | 14,3                  | l'Ance            | la Loire          | 1 (63)                         | 4                  | 4                  | Grandrif, Saint-Anthème, Saint-Clément-de-Valorgue, Saint-Romain. |
| Faye                    | 4      | 24,6                  | l'Allier          | la Loire          | 2 (42, 63)                     | 6                  | 5                  | Augerolles, Le Brugeron, Olliergues, Olmet, La Renaudie. |
| Fredet                  | 4      | 14,2                  | la Couze Chambon  | la Loire          | 1 (63)                         | 3                  | 3                  | Murol, Saint-Nectaire, Le Vernet-Sainte-Marguerite. |
| Gagne                   | 4      | 13,9                  | la Burande        | la Loire          | 1 (63)                         | 2                  | 2                  | Chastreix, La Tour-d'Auvergne. |
| Gazelle                 | 4      | 11,7                  | la Couze          | la Loire          | 1 (63)                         | 3                  | 3                  | Besse-et-Saint-Anastaise, Compains, Valbeleix. |
| Gensat                  | 4      | 17,6                  | le Bedat          | la Loire          | 1 (63)                         | 7                  | 7                  | Chappes, Malauzat, Marsat, Ménétrol, Riom, Saint-Beauzire, Volvic. |
| Gérize                  | 4      | 16,4                  | la Dore           | la Loire          | 1 (63)                         | 6                  | 6                  | Le Brugeron, Marat, Olliergues, Olmet, Saint-Gervais-sous-Meymont, Saint-Pierre-la-Bourlhonne. |
| Gorce                   | 4      | 14,5                  | la Sioule         | la Loire          | 1 (63)                         | 6                  | 6                  | Aurières, Nébouzat, Orcival, Saint-Bonnet-près-Orcival, Saulzet-le-Froid, Vernines. |
| Grand Rive              | 4      | 13,5                  | la Dore           | la Loire          | 1 (63)                         | 5                  | 5                  | Chaumont-le-Bourg, Grandrif, Marsac-en-Livradois, Saint-Just, Saint-Martin-des-Olmes. |
| Jauron                  | 3      | 29,8                  | l'Allier          | la Loire          | 1 (63)                         | 13                 | 13                 | Beauregard-l'Évêque, Billom, Bouzel, Égliseneuve-près-Billom, Espirat, Fayet-le-Château, Glaine-Montaigut, Isserteaux, Les Martres-d'Artière, Moissat, Montmorin, Reignat, Vertaizon. |
| Lambronnet              | 4      | 16,1                  | l'Allier          | la Loire          | 1 (63)                         | 8                  | 8                  | Antoingt, Le Breuil-sur-Couze, Le Broc, Dauzat-sur-Vodable, Gignat, Mareugheol, Saint-Germain-Lembron, Vodable. |
| Leuge                   | 4      | 12,4                  | l'Allier          | la Loire          | 2 (43, 63)                     | 7                  | 1                  | Brassac-les-Mines. |
| Ligonne                 | 4      | 15,9                  | l'Ance            | la Loire          | 1 (63)                         | 4                  | 4                  | Églisolles, Grandrif, Sauvessanges, Viverols. |
| Lilion                  | 4      | 13,4                  | la Dore           | la Loire          | 1 (63)                         | 4                  | 4                  | Néronde-sur-Dore, Neuville, Sermentizon, Trézioux. |
| Litroux                 | 3      | 27,3                  | l'Allier          | la Loire          | 1 (63)                         | 10                 | 10                 | Bort-l'Étang, Culhat, Joze, Lempty, Lezoux, Moissat, Neuville, Ravel, Sermentizon, Seychalles. |
| Ruisseau de la Loubière | 4      | 11,4                  | la Clidane        | la Dordogne       | 1 (63)                         | 4                  | 4                  | Murat-le-Quaire, Saint-Julien-Puy-Lavèze, Saint-Sauves-d'Auvergne, Saint-Sulpice. |
| Ruisseau de Loubinoux   | 4      | 13,9                  | la Rhue           | la Dordogne       | 2 (15, 63)                     | 6                  | 2                  | Anzat-le-Luguet, Saint-Alyre-ès-Montagne. |
| Malgoutte               | 4      | 10,1                  | la Dore           | la Loire          | 1 (63)                         | 4                  | 4                  | Dorat, Orléat, Peschadoires, Saint-Jean-d'Heurs. |
| Malvoissière            | 4      | 12,4                  | la Couze Pavin    | la Loire          | 1 (63)                         | 4                  | 4                  | Besse-et-Saint-Anastaise, Saint-Diéry, Saint-Pierre-Colamine, Saint-Victor-la-Rivière. |
| Mare                    | 3      | 46,9                  | la Loire          | la Loire          | 2 (42, 63)                     | 14                 | 2                  | Saint-Anthème, Saint-Clément-de-Valorgue. |
| Maréchot                | 4      | 13,4                  | le Bedat          | la Loire          | 1 (63)                         | 8                  | 8                  | Chappes, Ennezat, Malauzat, Marsat, Ménétrol, Mozac, Riom, Saint-Beauzire. |
| les Martinanches        | 4      | 10,4                  | le Miodet         | la Loire          | 1 (63)                         | 3                  | 3                  | Auzelles, Ceilloux, Saint-Dier-d'Auvergne. |
| Mende                   | 4      | 15,4                  | la Dore           | la Loire          | 1 (63)                         | 3                  | 3                  | Cunlhat, Domaize, Tours-sur-Meymont. |
| Merlaude                | 4      | 11,2                  | l'Allier          | la Loire          | 2 (03, 63)                     | 4                  | 2                  | Randan, Saint-Sylvestre-Pragoulin. |
| Miodet                  | 3      | 30,4                  | la Dore           | la Loire          | 1 (63)                         | 8                  | 8                  | Auzelles, Brousse, Domaize, Estandeuil, Saint-Dier-d'Auvergne, Saint-Éloy-la-Glacière, Saint-Flour, Saint-Jean-des-Ollières. |
| Miouze                  | 3      | 26                    | la Sioule         | la Loire          | 1 (63)                         | 8                  | 8                  | Briffons, Gelles, Heume-l'Église, Laqueuille, Perpezat, Saint-Julien-Puy-Lavèze, Saint-Pierre-Roche, Saint-Sauves-d'Auvergne. |
| Monne                   | 3      | 27,9                  | la Veyre          | la Loire          | 1 (63)                         | 10                 | 10                 | Aydat, Cournols, Olloix, Saint-Amant-Tallende, Saint-Nectaire, Saint-Saturnin, Saulzet-le-Froid, Tallende, Le Vernet-Sainte-Marguerite, Veyre-Monton. |
| Morge                   | 2      | 68,4                  | l'Allier          | la Loire          | 1 (63)                         | 23                 | 23                 | Artonne, Aubiat, Blot-l'Église, Chambaron-sur-Morge, Charbonnières-les-Vieilles, Le Cheix, Combronde, Joserand, Luzillat, Manzat, Maringues, Martres-sur-Morge, Montcel, Chambaron-sur-Morge, Saint-Angel, Saint-Georges-de-Mons, Saint-Hilaire-la-Croix, Saint-Ignat, Saint-Laure, Saint-Myon, Varennes-sur-Morge, Vinzelles, Vitrac. |
| Mortagne                | 4      | 17,5                  | la Dordogne       | la Dordogne       | 1 (63)                         | 3                  | 3                  | La Tour-d'Auvergne, Singles, Tauves. |
| Moulin de Layat         | 4      | 11,1                  | la Dore           | la Loire          | 1 (63)                         | 4                  | 4                  | Courpière, Estandeuil, Saint-Flour, Trézioux. |
| Mousson                 | 4      | 16,2                  | le Cher           | la Loire          | 2 (23, 63)                     | 7                  | 6                  | Bussières, Château-sur-Cher, Espinasse, Saint-Hilaire, Saint-Maigner, Saint-Maurice-près-Pionsat. |
| Panouille               | 4      | 12,8                  | la Tialle         | la Dordogne       | 2 (15, 63)                     | 5                  | 3                  | Bagnols, Labessette, Trémouille-Saint-Loup. |
| Parcelles               | 4      | 16,3                  | l'Allier (bras)   | la Loire          | 1 (63)                         | 5                  | 5                  | Bansat, La Chapelle-sur-Usson, Les Pradeaux, Saint-Martin-des-Plains, Vernet-la-Varenne. |
| Petit Sioulet           | 4      | 13,4                  | le Sioulet        | la Loire          | 1 (63)                         | 3                  | 3                  | Briffons, Sauvagnat, Tortebesse. |
| Pierre Brune            | 4      | 12,2                  | le Lignon         | la Loire          | 2 (42, 63)                     | 4                  | 1                  | Job. |
| Puy Guillon             | 4      | 12,2                  | le Venant         | la Loire          | 2 (03, 63)                     | 5                  | 1                  | Lapeyrouse. |
| Quinsat                 | 4      | 10,4                  | la Couze Chambon  | la Loire          | 1 (63)                         | 3                  | 3                  | Grandeyrolles, Montaigut-le-Blanc, Saint-Nectaire. |
| Ranquet                 | 4      | 10,2                  | l'Angaud          | la Loire          | 1 (63)                         | 3                  | 3                  | Billom, Saint-Julien-de-Coppel, Sallèdes. |
| Ribe                    | 4      | 10,3                  | le Sioulet        | la Loire          | 1 (63)                         | 3                  | 3                  | Prondines, Puy-Saint-Gulmier, Saint-Hilaire-les-Monges. |
| Ribière                 | 4      | 17,1                  | le Sioulet        | la Loire          | 1 (63)                         | 3                  | 3                  | Giat, Saint-Étienne-des-Champs, Voingt. |
| Rigaud                  | 4      | 12,6                  | la Dordogne       | la Dordogne       | 1 (63)                         | 3                  | 3                  | Bagnols, Labessette, Larodde. |
| Rhue                    | 2      | 56,6                  | la Dordogne       | la Dordogne       | 3 (15, 19, 63)                 | 13                 | 3                  | Besse-et-Saint-Anastaise, Égliseneuve-d'Entraigues, Picherande. |
| Rochefort               | 4      | 13,7                  | la Miouze         | la Loire          | 1 (63)                         | 4                  | 4                  | Gelles, Orcival, Rochefort-Montagne, Saint-Pierre-Roche. |
| les Roches              | 4      | 11,3                  | la Dore           | la Loire          | 1 (63)                         | 4                  | 4                  | Courpière, Escoutoux, Sainte-Agathe, Vollore-Ville. |
| Sardon                  | 4      | 11,1                  | l'Ambène          | la Loire          | 1 (63)                         | 4                  | 4                  | Châtel-Guyon, Riom, Saint-Bonnet-près-Riom, Yssac-la-Tourette. |
| Sarmon                  | 4      | 13,8                  | l'Allier          | la Loire          | 2 (03, 63)                     | 6                  | 3                  | Bas-et-Lezat, Saint-Sylvestre-Pragoulin, Villeneuve-les-Cerfs. |
| Sault                   | 4      | 15,3                  | la Couze          | la Loire          | 1 (63)                         | 6                  | 6                  | Chassagne, Compains, La Godivelle, Roche-Charles-la-Mayrand, Saint-Alyre-ès-Montagne, Valbeleix. |
| Saunade                 | 4      | 24,4                  | le Sioulet        | la Loire          | 2 (23, 63)                     | 7                  | 6                  | Condat-en-Combraille, Landogne, Pontaumur, Saint-Avit, Tralaigues, Villosanges. |
| Semaine                 | 4      | 11,5                  | la Durolle        | la Loire          | 2 (42, 63)                     | 3                  | 2                  | Celles-sur-Durolle, Viscomtat. |
| Sianne                  | 3      | 33,4                  | l'Alagnon         | la Loire          | 3 (15, 43, 63)                 | 6                  | 1                  | Anzat-le-Luguet. |
| Sichon                  | 3      | 41,1                  | l'Allier          | la Loire          | 2 (03, 63)                     | 10                 | 1                  | Lachaux. |
| Sioule                  | 1      | 163,4                 | l'Allier          | la Loire          | 2 (03, 63)                     | 46                 | 32                 | Les Ancizes-Comps, Ayat-sur-Sioule, Blot-l'Église, Bromont-Lamothe, Chapdes-Beaufort, Châteauneuf-les-Bains, Gelles, Lisseuil, Mazaye, Menat, Miremont, Montfermy, Nébouzat, Olby, Pontgibaud, Pouzol, Queuille, Saint-Bonnet-près-Orcival, Saint-Gal-sur-Sioule, Saint-Georges-de-Mons, Saint-Gervais-d'Auvergne, Saint-Jacques-d'Ambur, Saint-Ours, Saint-Pierre-le-Chastel, Saint-Pierre-Roche, Saint-Priest-des-Champs, Saint-Quintin-sur-Sioule, Saint-Rémy-de-Blot, Sauret-Besserve, Servant, Vernines, Vitrac. |
| Sioulet                 | 3      | 46                    | la Sioule         | la Loire          | 1 (63)                         | 10                 | 10                 | Combrailles, Giat, Herment, Miremont, Pontaumur, Puy-Saint-Gulmier, Saint-Étienne-des-Champs, Saint-Jacques-d'Ambur, Sauvagnat, Verneugheol. |
| Sioulot                 | 4      | 18                    | la Sioule         | la Loire          | 1 (63)                         | 4                  | 4                  | Orcival, Rochefort-Montagne, Saint-Bonnet-près-Orcival, Saint-Pierre-Roche. |
| Tarentaine              | 3      | 35,3                  | la Rhue           | la Dordogne       | 2 (15, 63)                     | 7                  | 5                  | Chambon-sur-Lac, Chastreix, Cros, Picherande, Saint-Donat. |
| Tartasse                | 4      | 21,4                  | le Cher           | la Loire          | 2 (03, 63)                     | 6                  | 2                  | Ars-les-Favets, La Crouzille. |
| Taurons                 | 4      | 13,7                  | la Rhue           | la Dordogne       | 2 (15, 63)                     | 2                  | 1                  | Saint-Genès-Champespe. |
| Teissoux                | 4      | 16,6                  | le Sioulet        | la Loire          | 1 (63)                         | 5                  | 5                  | Cisternes-la-Forêt, Gelles, La Goutelle, Miremont, Saint-Jacques-d'Ambur. |
| Tialle                  | 4      | 21,8                  | la Dordogne       | la Dordogne       | 2 (15, 63)                     | 5                  | 3                  | Bagnols, Chastreix, Cros. |
| Tonvic                  | 4      | 10,5                  | la Grand Rive     | la Loire          | 1 (63)                         | 3                  | 3                  | Chaumont-le-Bourg, Marsac-en-Livradois, Saint-Just. |
| Tourdoux                | 4      | 10,1                  | la Sioule         | la Loire          | 1 (63)                         | 5                  | 5                  | Bromont-Lamothe, Chapdes-Beaufort, La Goutelle, Montfermy, Saint-Jacques-d'Ambur. |
| Tyx                     | 4      | 19,8                  | le Sioulet        | la Loire          | 2 (23, 63)                     | 5                  | 4                  | La Celle, Condat-en-Combraille, Saint-Avit, Saint-Étienne-des-Champs. |
| Valette                 | 4      | 12,6                  | l'Eau Mère        | la Loire          | 1 (63)                         | 5                  | 5                  | Chaméane, Saint-Étienne-sur-Usson, Saint-Jean-en-Val, Usson, Vernet-la-Varenne. |
| Vauziron                | 4      | 14,4                  | la Dore           | la Loire          | 1 (63)                         | 5                  | 5                  | Châteldon, Lachaux, Limons, Puy-Guillaume, Ris. |
| Vergne                  | 4      | 11,4                  | la Miouze         | la Loire          | 1 (63)                         | 3                  | 3                  | Laqueuille, Perpezat, Saint-Pierre-Roche. |
| Vergne Labouesse        | 4      | 10,1                  | le Chevalet       | la Loire          | 1 (63)                         | 3                  | 3                  | Miremont, Montel-de-Gelat, Villosanges. |
| Vertolaye               | 4      | 12,6                  | la Dore           | la Loire          | 1 (63)                         | 4                  | 4                  | Job, Marat, Saint-Pierre-la-Bourlhonne, Vertolaye. |
| Veyre                   | 3      | 32,7                  | l'Allier          | la Loire          | 1 (63)                         | 7                  | 7                  | Aydat, Les Martres-de-Veyre, Saint-Amant-Tallende, Saint-Saturnin, Saulzet-le-Froid, Tallende, Veyre-Monton. |

### Autres cours d'eau
Les services de l'État recensent environ 8 000 km de cours d'eau dans le département.

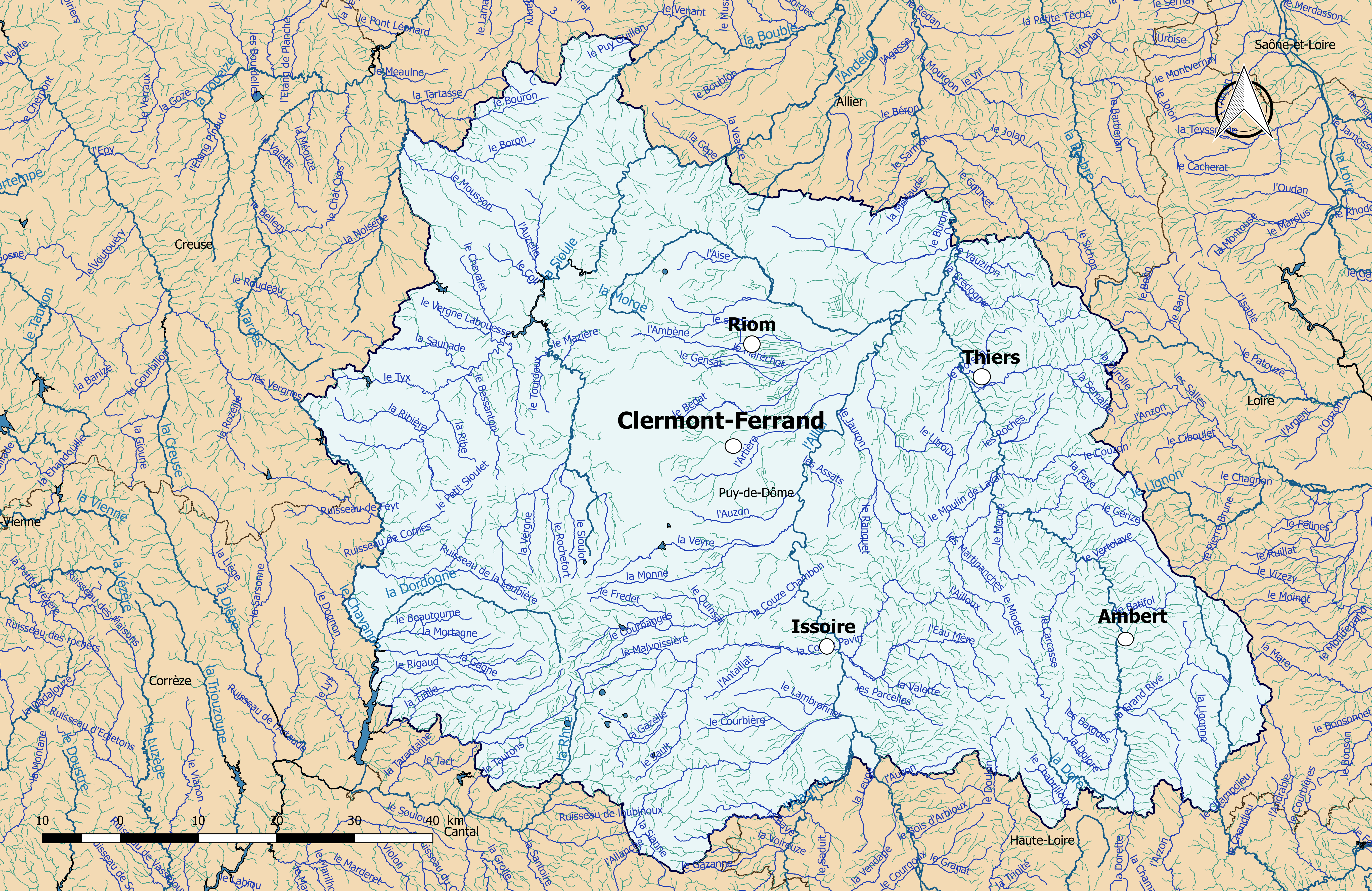
Carte de l'ensemble du réseau hydrographique du Puy-de-Dôme.

En lien avec la loi pour la reconquête de la biodiversité, de la nature et des paysages, publiée au Journal officiel du 9 août 2016, définissant la notion de cours d’eau, une instruction du gouvernement du 3 juin 2015 demande aux services d’État de mettre en place une cartographie du réseau hydrographique dans chaque département, afin de permettre aux riverains concernés de distinguer facilement les cours d’eau des fossés, non soumis aux mêmes règles : une intervention sur un cours d’eau allant au-delà de l’entretien courant ne peut en effet se faire que dans le cadre d’une déclaration ou autorisation « loi sur l’eau ». Concernant le Puy-de-Dôme, cette cartographie interactive est disponible depuis décembre 2015.

## Canaux
Aucun canal ne traverse le territoire du département.